# Liste der Kulturgüter in Auswil
Die Liste der Kulturgüter in Auswil enthält alle Objekte in der Gemeinde Auswil im Kanton Bern, die gemäss der Haager Konvention zum Schutz von Kulturgut bei bewaffneten Konflikten, dem Bundesgesetz vom 20. Juni 2014 über den Schutz der Kulturgüter bei bewaffneten Konflikten sowie der Verordnung vom 29. Oktober 2014 über den Schutz der Kulturgüter bei bewaffneten Konflikten unter Schutz stehen.
Es sind weder A-Objekte noch B-Objekte auf dem Gemeindegebiet ausgewiesen, Objekte der Kategorie C fehlen zurzeit (Stand: 14. Januar 2024). Unter übrige Baudenkmäler sind Objekte zu finden, die im Bauinventar des Kantons Bern als «schützenswert» verzeichnet sind.

## Übrige Baudenkmäler
Hinweis: Als Objekt-Identifikator (ID) wird die Grundstücksnummer verwendet.
| ID  | Foto |                                                              | Objekt                       | Typ | Standort                         | Beschreibung |
| --- | ---- | ------------------------------------------------------------ | ---------------------------- | --- | -------------------------------- | ------------ |
| 51  | BW   | Datei hochladen                                              | Speicher (1611)              | G   | Brüggen 59b 629600 / 219569      |              |
| 76  | BW   | Datei hochladen                                              | Speicher (1843)              | G   | Unterauswil 52a 629586 / 220106  |              |
| 103 | BW   | Datei hochladen                                              | Ehemaliges Bauernhaus (1845) | G   | Unterauswil 51 629678 / 220195   |              |
| 104 | ja   | Datei hochladen · Wikidata zu Bauernhaus (1753) (Q117314256) | Bauernhaus (1753)            | G   | Aerbolligen 76a 630833 / 221357  |              |
| 110 | ja   | Datei hochladen                                              | Speicher (1846)              | G   | Aerbolligen 79b 630830 / 221400  |              |
| 140 | BW   | Datei hochladen                                              | Bauernhof (1924)             | G   | Hauptstrasse 19 629880 / 220666  |              |
| 180 | BW   | Datei hochladen                                              | Speicher (1794)              | G   | Hermandingen 73b 630663 / 220767 |              |
| 188 | BW   | Datei hochladen                                              | Bauernhaus (1798)            | G   | Unterauswil 49 629586 / 220220   |              |
| 188 | BW   | Datei hochladen                                              | Speicher (1792)              | G   | Unterauswil 49a 629581 / 220177  |              |
| 190 | BW   | Datei hochladen                                              | Kleinbauernhaus (1907)       | G   | Unterauswil 55 629639 / 219958   |              |
| 207 | BW   | Datei hochladen                                              | Bauernhaus (1826)            | G   | Eichmatt 46 629455 / 220426      |              |
| 209 | BW   | Datei hochladen                                              | Speicher (1863)              | G   | Hager 67a 630976 / 220159        |              |
| 247 | BW   | Datei hochladen                                              | Speicher (um 1700)           | G   | Dorf 36b 630084 / 220532         |              |
| 359 | BW   | Datei hochladen                                              | Speicher (1780)              | G   | Sonnrain 32a 629845 / 220791     |              |

Hinweis zur Legende: Anstelle der KGS-Nummer wird als Objekt-Identifikator (ID) die Grundstücksnummer verwendet.